# Miroirs
Die Miroirs (dt. „Spiegelbilder“) sind ein von Maurice Ravel im Jahr 1905 komponierter Zyklus aus fünf Klavierstücken mit den Titeln:
1. Noctuelles (Nachtfalter),
2. Oiseaux tristes (Traurige Vögel),
3. Une barque sur l’océan (Eine Barke auf dem Ozean),
4. Alborada del gracioso (Morgenlied des Narren) und
5. La vallée des cloches (Das Tal der Glocken).

Das Werk gehört neben Ravels späterem Zyklus Gaspard de la nuit und den Klavierwerken seines Zeitgenossen Claude Debussy zu den Schlüsselwerken des französischen Impressionismus, die für dieses Instrument komponiert wurden. Alle Stücke, besonders jedoch Une barque sur l’océan und Alborada del gracioso, sind technisch außerordentlich anspruchsvoll und von einem virtuosen Klaviersatz geprägt, der Anregungen von Klavierwerken von Liszt, Mussorgsky, Debussy und früheren Klavierwerken Ravels aufgreift. Der Komponist nutzt das komplette technische, harmonische und klangliche Spektrum des Instruments, um in allen Stücken äußerst vielfältige und raffinierte Farbnuancen hervorzubringen.
Der Zyklus Miroirs wurde 1906 von dem mit Ravel befreundeten Pianisten Ricardo Viñes uraufgeführt und 1922 erstmals, von Ravel selbst, für das Aeolian Duo-Art Pianola auf Klavierwalze aufgenommen.

## Stil
Ravel kombiniert spätromantische und impressionistische Harmonik, gleichzeitig werden vorklassische Formen aufgegriffen. Der spezielle Stil Ravels wurde mit Gaspard de la nuit weiterentwickelt und auf eine neue, komplexere Stufe gebracht. Danach änderte sich Ravels Stil und wurde eingängiger und harmonischer.

### Noctuelles
Das technisch herausfordernde Stück folgt frei dem Verlauf einer ABA-Form mit einem langsameren Mittelteil; es changiert immer wieder zwischen b-Moll und Ges-Dur und kann mit einem Nachtfalter assoziiert werden, der eine Lichtquelle umkreist und wiederholt zwischen Licht und Schatten wechselt.

### Oiseaux tristes
Das zweite Stück ist ein überaus dunkles Werk, jedoch werden die melancholischen Töne durch helle, perlend zu spielende Melodien durchgehend verziert.

### Une barque sur l’océan
In diesem vergleichsweise anspruchsvollen Stück wird Ravels Wunsch, Bilder in Musik zu übertragen (Impressionismus), am deutlichsten.
Das gesamte Stück wird, wie Ravel schrieb, „vom Pedal eingehüllt“ gespielt.
Die Figuren der linken Hand bezwecken anfangs einen vollen Klang. Im weiteren Verlauf verteilt sich die Melodie auf beide Hände.

### Alborada del gracioso
Das vierte Werk ist das sowohl technisch als auch musikalisch anspruchsvollste Stück. Es wechseln sich beißend dissonante, kurz zu spielende und perlende Motive ab.
Durch das Werk ziehen sich abwechselnd düstere und helle laute Partien, in denen die Hauptthemen immer wieder aufgegriffen werden.
Der hohe Anspruch des Stückes an den Pianisten ergibt sich aus der Tonrepetitio, einer musikalisch schwer zu verarbeitenden mehrstimmigen Passage zum Ende des Stückes, sowie einer Vielzahl von weiteren technischen Finessen.
Der Titel Alborada del gracioso bedeutet wörtlich „Morgenständchen eines Narren“.

### La vallée des cloches
Das letzte Stück enthält, wie der Titel schon besagt, Glockenklänge, die durch tiefe und laute Oktaven sowie hohe, leise, leichte Klänge dargestellt werden.
In den späteren Werken Ravels werden Glockenschläge immer wieder aufgegriffen und spielen dort eine große Rolle.

## Partitur
- Maurice Ravel: Miroirs für Klavier. Edition Peters  (10603), Leipzig 1989.
- Miroirs beim International Music Score Library Project